# Jorge Rivera
Jorge Luis Rivera (født 28. februar 1972 i Puerto Rico) er en amerikansk tidligee MMA-udøver, der blandt andet konkurrerede i organisationen Ultimate Fighting Championship (UFC). Han kæmpede også i The Ultimate Fighter 4, efter at have kæmpet Cage Warriors og Cage Rage i England.
Han er i Danmark mest kendt for at have kæmpet mod Martin Kampmann som han tabte til på submission (guillotine choke) den 7. juni 2008 på UFC 85.
Den 27. februar, 2011 på UFC 127 tabte Rivera til Michael Bisping via TKO efter 1 minut og 54 sekunder in 2. omgang.

## Privatliv
Rivera har 5 børn, en søn og 3 døtre. Den 5. august, 2008, døde hans ældste datter . 17-årige Janessa Marie døde uventet fra en reaktion mod p-piller.